# Стрибунові
Стрибунові, або Мулисті стрибуни (Oxudercinae) — підродина риб родини Оксудеркових (Oxudercidae)). Тоді як більшість риб, що живуть в екосистемі припливної зони пристосувалися до відпливів, ховаючись під мокрими водоростями або у припливних калюжах, мулисті стрибуни унікальні тим, що вони пристосувалися до цілком земноводного стилю життя. Мулисті стрибуни мешкають тільки в тропічних і субтропічних регіонах, у мангрових заростях на узбережжі Індійського океану, східній частині Тихого океану та атлантичному узбережжі Африки. Мулисті стрибуни досить активні на суші, живлячись і вступаючи в сутички один з одним для захисту території.

## Морфологічні особливості

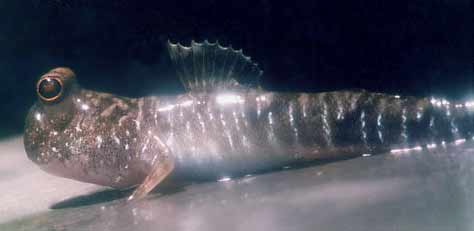
Periophthalmus gracilis (Малайзія)

Мулисті стрибуни мають ряд особливостей морфології та поведінки порівняно із звичайними бичками, що дає їм можливість пристосуватися до земноводних умов життя, які включають:
- Анатомічні і поведінкові елементи адаптації, які дозволяють їм рухатися на землі так само, як і у воді.[2]
- Здатність до дихання через шкіру та слизову оболонку рота і горла. Це можливо тільки коли мулистий стрибун мокрий, що обмежує їх вологими середовищами і вимагає, щоб вони тримали себе вологими. Подібний до цього метод дихання використовується амфібіями та відомий як шкірне дихання[3].
- Вміння рити глибокі нори в м'яких осадах, які дозволяють рибам підтримувати температуру тіла[4], уникати морських хижаків протягом припливу, коли припливна зона затоплюється[5] та відкладати ікру[6]. Навіть, коли їх нори затоплюються, мулисті стрибуни підтримують у них деяку кількість повітря, що дозволяє їм дихати за умов низької концентрації кисню[7][8].

## Класифікація
Діагностичні морфологічні характеристики підродини Oxudercinae були визначені у 1984 році. У 1989 році Мерді запропонував повний заснований на морфології класицистичний перегляд цієї групи (34 видів і 10 родів). Цей перегляд був дуже вітаним, таксономії Oxudercinae, яка була заплутана і хаотична з 17-го століття. Мерді визначив дві триби в межах підродини: Periophthalmini і Oxudercini. Periophthalmini (саме «мулисті стрибуни») включають 24 видів і 7 родів:
- Apocryptes Valenciennes, 1837 (1 вид)
- Boleophthalmus Valenciennes, 1837 (5 видів)
- Periophthalmodon Bleeker, 1874 (3 види)
- Стрибун (Periophthalmus Bloch & Schneider, 1801) (13 видів)
- Pseudapocryptes Bleeker, 1874 (2 види)
- Scartelaos Swainson, 1839 (4 види)
- Zappa Murdy, 1989 (1 вид)

Чотири нові види роду Periophthalmus було описано згодом, а Periophthalmus novaeguineaensis був рекласифікований.
Монофілетичність Oxudercinae, проте, була недавно піддана сумніву через після отримання нових молекулярних даних. Зокрема, здається, що Periophthalmini — парафілетична група, що має відношення як мінімум до деяких членів підродини Amblyopinae.
Предки підряду Бичковидних (Gobioidei), ймовірно є нащадками примітивної групи окунеподібних риб, що почали жити у берегових областях починаючи з раннього Еоцену. Сучасне розповсюдження вказує на тісний зв'язок всіх видів oxudercine з екосистемами мангрових лісів у літоральних зонах тропічного поясу. Можливо, що цей зв'язок з'явився на відносно ранній фазі їх еволюційної історії. Палеонтологічні дані показують, що ці екосистеми були широко поширені починаючи з кінцю Еоцену, якраз коли з'являються перші скам'янілості цих риб.

## Фізіологія

### Подвійне дихання
У багатьох риб, здатних дихати повітрям, включаючи Oxudercinae, подвійне дихання, ймовірно, є адаптацією до умов нестачі кисню або високої концентрації вуглекислого газу та забруднення води органічними сполуками. Подвійне дихання (тобто у воді і в повітрі) — ефективний засіб фізіологічної адаптації для боротьби з гіпоксичними умовами дрібних водних екосистем. Фактично, кілька незв'язаних походженням видів бичкових (наприклад, Typhlogobius californiensis, Gillichthys mirabilis) здатні до ефективного водного дихання в умовах гіпоксії. Навпаки, земноводні мулисті стрибуни, наприклад Periophthalmodon schlosseri або Periophthalmus barbarus дуже погано пристосовані до дихання під водою в умовах гіпоксії і мінімізують ефект гіпоксічного тичку через повітряне дихання.
Ці поведінкові і фізіологічні засоби адаптації можуть бути дуже ефективними. Навіть відносно більш водні представники Oxudercinae можуть жити при дуже значній кількості вуглекислого газу у воді та у воді з високою концентрацією органічних речовин.
Тоді як пристосування до земноводного життя земних видів Oxudercinae неперевершені серед риб, засоби адаптації до повітряного дихання відносно прості і менш ефективні при порівнянні з деякими прісноводними рибами (наприклад Electrophoridae, Anabantidae, Belontiidae), які зовсім не проявляють земноводної активності або проявляють її тільки спорадично, наприклад, щоб знайти кращі водні природні умови. Навпаки, Oxudercinae не мають дуже складних органів повітряного дихання: це загальне правило для всіх морських риб здатних до повітряного дихання, зокрема земноводних скельних стрибунів. Види Oxudercinae, чиї органи були досліджені, використовують ті ж самі поверхні для газового обміну як у повітрі, так і у воді: епітелій рота і глотки, зяберні мембрани та шкіру голови і тіла.

### Виділення азоту
Незважаючи на ступінь пристосування до наземного життя, виділення відбувається у мулистих стрибунів через зябра, у формі отруйного аміаку і, у меншій кількості, сечовини. По суті, тенденція у напрямку до сечовинного циклу (відносно дорогого метаболічного процесу, поширеного серед лопастеперих), не знайдена серед представників Oxudercinae. Мулисті стрибуни застосовують різні метаболічні стратегії для захисту від токсичного впливу аміаку. Як Periophthalmodon schlosseri, так і Boleophthalmus boddarti можуть витримувати високі екологічні концентрації аміаку. Крім того, в цих видів зменшення в нормі протеолізу і катаболізму амінокислот уповільнює його накопичення.
До того ж, виробництво енергії через частковий катаболізм амінокислот без виробництва аміаку дає можливість Pn. schlosseri бути дуже активним на суші, не споживаючи резерви глікогену, головного джерела енергії під час перебування у воді. Цей процес поступово збільшує свою ефективність після виникнення у давніх видів.
Специфічні механізми також необхідні в надзвичайно мінливих умовах кислотності води припливної зони, де звичайно живуть мулисті стрибуни, і в надзвичайно забрудненій воді усередині нір. Зокрема, лужні умови перешкоджають виділенню аміаку. Деякі види, наприклад Pn. schlosseri, можуть виділяти аміак проти сильного градієнту навіть при pH 9.0. Інші, наприклад B. boddarti, не можуть активно виводити іони амонію, але висока толерантність до аміаку надає можливість цим рибам накопичувати його в м'язах, печінці і крові, щоб відновити сприятливий хімічний градієнт і запобігти подальшому споживанню амонію.

### Осмо- і терморегуляція
Багато видів Oxudercinae живуть в умовах швидких і сильних змін солоності води. Осморегуляція в гіперосмотичному середовищі (тобто морській воді) відбувається шляхом накопичення солі у м'язах. Збільшена осмолярність рідин тіла обмежує пасивне споживання іонів.
Осморегуляція в рідинах низької солоності здається щонайменше частково поведінковою: надмірна гідрація компенсується частковим випаровуванням.
Іншою проблемою для риб є значні перепади температур у напівводних середовищах. Деякими з механізмів є зміна забарвлення, охолоджування випаровуванням і поведінкова терморегуляція.
Нори також можуть грати важливу роль у температурному балансі, температура в норі може відрізнятися від поверхні на 11-13 °C. Деякі види мулистих стрибунів, що живуть у районах з сезонними змінами погоди, впадають у сплячку взимку або влітку, знаходячи притулок у своїх норах.

### Зір

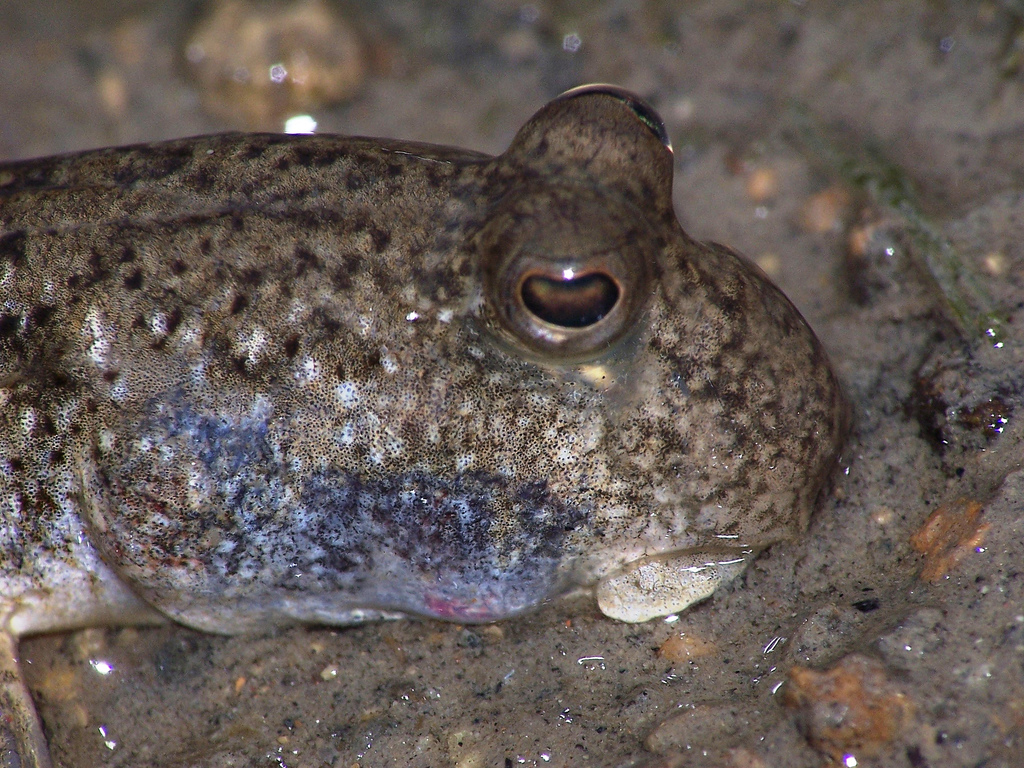
Очі мулистого стрибуна

Адаптація до зору у повітрі була описана для деяких видів мулистих стрибунів, але більшість даних старі і неточні через невпевненість щодо таксономії цих риб.
Назви багатьох родів відображають розташування очей на спині та їх значну рухливість. Periophthalmus sp. може рухати очима незалежно, від 10-15° для стереоскопічного зору до повністю протилежних напрямків. Очі можуть підніматися або ховатися складною структурою м'язів. Це дозволяє рибам озиратися, практично не повертаючи голови або тіла. Всі види мулистих стрибунів мають спеціальну шкіряну сумку під очима, яка зберігає воду, тому при висиханні їм потрібно лише опустити очі, щоб знову їх змочити. Цей механізм унікальний серед риб.
Чіткість повітряного бачення досягається за допомогою майже плоскої поверхні лінзи і дуже вигнутої рогової оболонки, як у деяких сухопутних тварин, пристосовуючись до значної різниці коефіцієнтів заломлення світла в повітрі та у воді.

## Розмноження
Подібно до більшості бичків, мулисті стрибуни відкладають ікру всередині нори, яку охороняє як мінімум один з батьків. Частиною цього процесу є підтримування деякої кількості повітря в цих норах. Ця поведінка, ймовірно, є наслідком необхідності залишатися в норі у майже безкисневій воді протягом довгого припливу, але також грає важливу роль у розвитку їх ікри усередині нір. Зараз не знайдено ніяких доказів створення нір у скам'янілих залишках тварин Девонського періоду, коли виникли найперші чотириногі тварини, проте, мулисті стрибуни, здається, пропонують цікавий процес для еволюції ікри у яйця, здатні до розвитку на повітрі. Цей крок був критичним для розселення хребетних організмів по суші..
Ще однією цікавою особливістю деяких видів мулистих стрибунів є залицяння самців до самиць. Ця поведінка була описана для видів Periophthalmus sobrinus (P. kalolo), P. chrysospilos, Scartelaos histophorus і Boleophthalmus dussumieri. Елементи цієї поведінки нагадують агресивні або акробатичні дії. У кожного виду, проте, ця поведінка приймає свої особливі штрихи.
Спочатку самець риє нору в межах території, що активно ним захищається. Ця нора обов'язково має камеру для відкладання ікри, що має форму горизонтальної гілки з гладкою та склепінчастою стелею. Потім самець намагається привабити самицю, що перетинає його територію. Щоб це зробити, він показує яскраве забарвлення свого тіла та плавців (інколи хвоста), типові пози тіла (наприклад, вигинання спини і випрямляння спинного плавця) і енергійні рухи (наприклад, вертикальні стрибки і хвилеподібні рухи тіла). Ці рухи слідують за стандартним для кожного виду ритуалом, хоча послідовність може бути перервана, після чого самиця прямує за самцем у напрямку до входу до нори. Нарешті, партнери входять до нори, де відкладають і запліднюють ікру.

## Еволюційна екологія
Існує поширена думка, що мулисті стрибуни дуже нагадують далеких напівводних предків людини, коли вони вперше вийшли на сушу. Мулисті стрибуни і люди, проте, є сучасними представниками ліній, які розвивалися зовсім окремими еволюційними шляхами. Найбільш прийнята реконструкція філогенезу датує нашого останнього загального предка силурійським періодом, понад 400 мільйонів років тому.
Ймовірно протягом силурійського періоду древні форми костистих риб (osteichthyans) дали початок двом чітким лініям: лопатеперим костистим рибам (Sarcopterygii) та променеперим рибам (Actinopterygii).
Лопатепері риби дали початок чотириногим тваринам, зокрема людині, а променепері дали початок більшості сучасних риб, зокрема мулистим стрибунам.
Лопатепері пройшли кілька суттєвих змін протягом своєї історії, як ми можемо судити за їх скам'янілими залишками. В минулому існувало значно більше водних членів цієї групи ніж зараз. Зараз ці водні форми включають тільки дводихаючих (легеневих) риб («dipnoans»: 6 видів, 3 роди) і сучасних целакантів (2 види). Але, можливо, найцікавішою частиною лопатеперих є ті, що скористувалися «Девонською можливістю» і кінець кінцем зуміли вторгнутися до сухопутних екосистем: чотириногі тварини. Сьогодні ця група охоплює рептилій, птахів і ссавців.
Променепері також сильно розвинулися, даючи початок багатьом водним формам. Їх сучасні нащадки значно більше різноманітні і численні, ніж чотириногі тварини, та колонізували майже всі екосистеми водної біосфери, від океанських глибин до забруднених калюж, і від пустельних оаз до антарктичних морів. Повітряне дихання (або краще казати «подвійне дихання») часто розглядається як одна з найголовніших попередніх адаптацій до земноводного життя. Джефрі Грехем підрахував, що понад 400 сучасних променеперих у 45 різних родинах можуть дихати повітрям. Повітряне дихання незалежно розвивалося в цій групі кілька десятків разів. Структури, що використовувалися для цього, включають кишки, зяброві пластинки, шкіру та повітряні міхури. Проте, тільки незначна частина цих видів здібна до дійсної складної земноводної поведінки.
Предок усіх бичкових риб і всіх мулистих стрибунів був цілком водним. Навіть у відсутності попередніх адаптацій до земноводного життя, Oxudercinae протягом своєї еволюції були піддані добірному тиску, який змусив їх «вийти на берег». Їх органи дихання не отримані від предків, а розвинулися незалежно, проте складність їх земноводної поведінки неперевершена серед сучасних риб.

## Ресурси Інтернет
- themudskipper.org [Архівовано 12 березня 2007 у Wayback Machine.]
- The mudskipper [Архівовано 21 липня 2019 у Wayback Machine.] — сайт, присвячений мулистим стрибунам, основне джерело статті (англійською мовою)